# Geodia media
Espèce
Geodia media est une espèce d'éponges de la famille des Geodiidae.

## Taxonomie
L'espèce est décrite par James Scott Bowerbank en 1873,.
Variété
- Geodia media var. leptorhaphes Uliczka, 1929[1]

Synonyme
- Synops media (Bowerbank, 1873)[1]

### Publication originale
- (en) J. S. Bowerbank, « Contributions to a General History of the Spongiadae. Part IV », Proceedings of the Zoological Society of London, Londres, vol. 1873,‎ 1873, p. 3-25.

## Distribution
Geodia media est présente dans la mer des Caraïbes.